# 戈斯拉爾皇宮

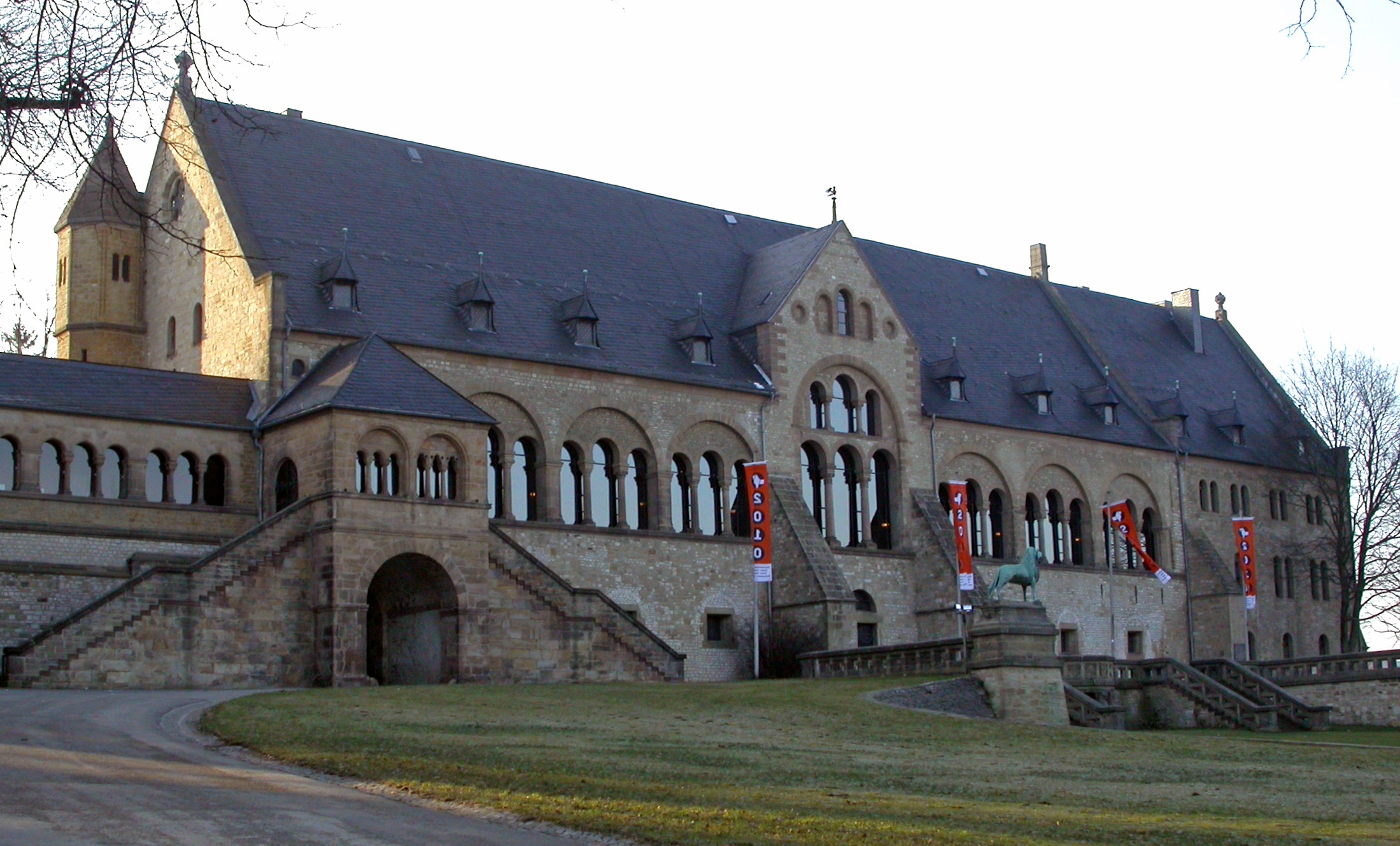

戈斯拉爾皇宮（德語：Kaiserpfalz Goslar）是位於德國城市戈斯拉爾的一座歷史建築。戈斯拉爾皇宮是德國保存狀態最完好的11世紀建築。自1992年以來，戈斯拉爾皇宮被列入世界文化遺產。

## 外部連結
- http://www.Goslar.de （页面存档备份，存于）
- http://www.schaetze-der-welt.de/denkmal.php?id=103 （页面存档备份，存于）
- Video: Virtual reconstruction of Goslar Dome
- Artikel Tagungshotel gekrönter Häupter in Hannoversche Allgemeine Zeitung

51°54′10″N 10°25′33″E / 51.90278°N 10.42583°E